# 대한민국 제헌 헌법

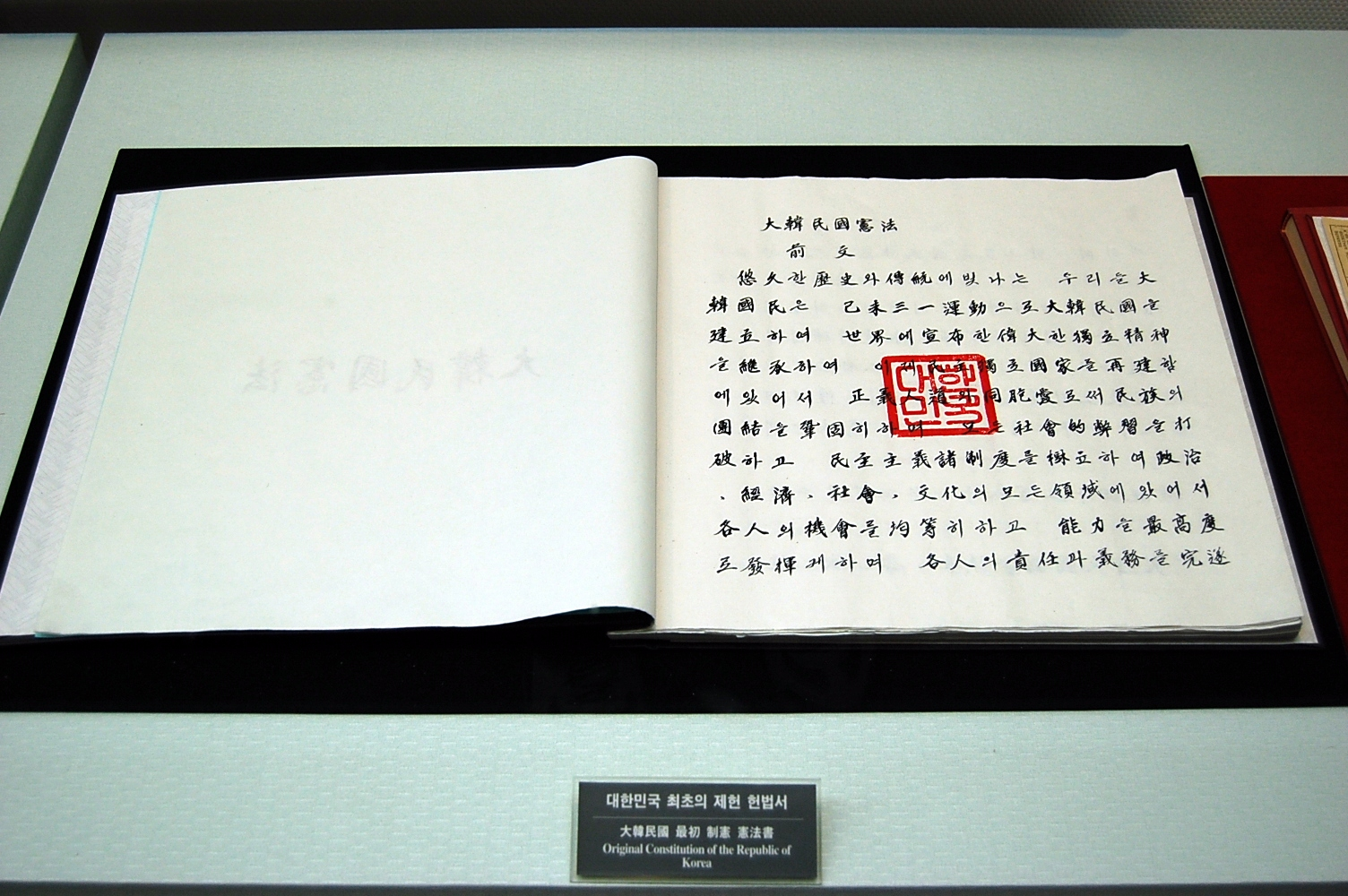
전쟁기념관에 전시 중인 제헌 헌법. 사진은 첫 장이다.

대한민국 제헌 헌법(大韓民國制憲憲法, 영어: First Constitution of the Republic of Korea)은 1948년 7월 17일, 대한민국 제헌 국회가 제정하여 1952년 7월 7일, 대한민국 헌법 제2호 개정 전까지 존재한 대한민국의 헌법이다. '대한민국 헌법 제1호(大韓民國憲法第一號)'라고도 한다. 전문(前文)과 본문(本文) 10장 103조 구성되었다.

## 제정 과정
미국과 소련의 양 연합군이 한반도에 진주하게 되었다. 이후 북위 38도를 기준으로 북쪽에는 소련군이, 남쪽에는 미군이 군정을 실시하게 되었다.
한반도의 장래 문제는 모스크바 3상 회의와 미소공동위원회를 거치면서 임시정부를 수립하고 5년간의 신탁통치를 통해 완전한 독립을 도모하기로 한 안이 나오게 되었지만 한국인들의 강한 반대에 직면하게 되었다. 1948년 2월 27일, UN 총회에서는 총선거를 실시하되, 가능한 지역 내에서만 실시할 것을 결의하였다.
1948년 5월 10일, 대한민국 최초의 국회의원 선거가 실시되어 198명의 의원으로 구성된 제헌 국회가 구성되었다. 제헌 국회는 초대 국회의장에 이승만/대한독립촉성국민회, 부의장에 신익희/대한독립촉성국민회, 김동원/한국민주당을 각각 선출하여 대한민국 정부수립을 위한 활동을 개시하였다.
동년 6월 1일, 소집된 제2차 국회 본회의를 열어 헌법 및 정부조직법 기초위원과 국회법 기초위원을 선임하기 위한 전형위원을 선출하였고, 이들 전형위원으로 하여금 기초위원 30인을 선출케 하였다.

위원장 : 서상일
위 원 : 유성갑 윤석구 최규각 김옥주 신현돈 김경배

제헌국회는 헌법기초위원회를 조직하여 유진오의 안을 원안으로 권승렬의 안을 참고안으로 하여 헌법 초안을 작성하였다. 서상일 위원장을 중심으로 한 기초위원들은 당초에 내각책임제로 기초하였던 헌법안을 이승만 의장의 의도에 따라 대통령제로 기초 완료하였고, 이 헌법안이 6월 23일 본회의에 상정·통과되어 7월 17일 이승만 의장이 서명/공포함으로써 대한민국 제헌 헌법이 발효되었다.

### 제헌헌법 공포사

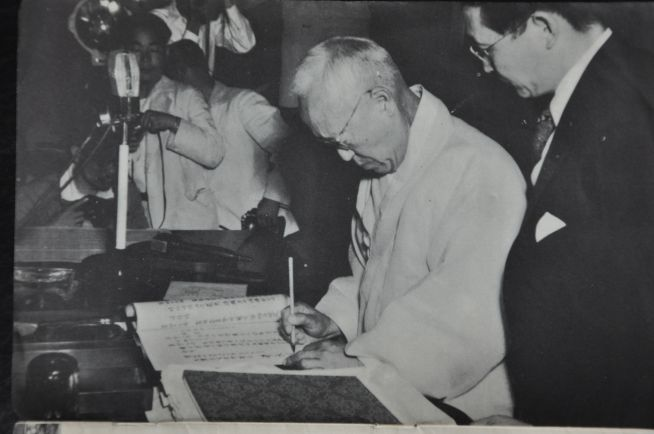
제헌 헌법에 서명하고 있는 이승만 국회의장

3천만 국민을 대표한 대한민국 국회에서 헌법을 제정하여 삼독토의(三讀討議)로 정식 통과하여 오늘 이 자리에서 나 이승만은 국회의장의 자격으로 이 간단한 예식을 서명하고 이 헌법이 우리 민국의 완전한 국법임을 세계에 공포합니다.
지금부터는 우리 전 민족이 고대전제(古代專制)나 압제정체(壓制政體)를 다 타파하고 평등자유의 공화적 복리를 누릴 것을 이 헌법이 담보하는 것이니, 일반 국민은 이 법률로서 자기 개인의 신분상 자유와 생명, 재산의 보호와 또는 국권, 국토를 수호하는 것이 이 헌법을 존중히하며 복종하는데서 생길 것을 각오함이 필요한 것입니다.
이때에 우리가 한번 더 이북 동포에게 눈물로서 고하고자 하는 바는 아무리 아프고 쓰라린 중이라도 좀 더 인내해서 하루바삐 기회를 얻어서 남북이 동일한 공작(工作)으로 이 헌법의 보호를 동일히 받으며 이 헌법에 대한 직책을 우리가 다 같이 분담해서 자유활동에 부강증진을 함께 누리도록 되기를 간절히 바라며 축도합니다.
단기 4281년 7월 17일
대한민국 국회의장 李承晩

## 주요 내용

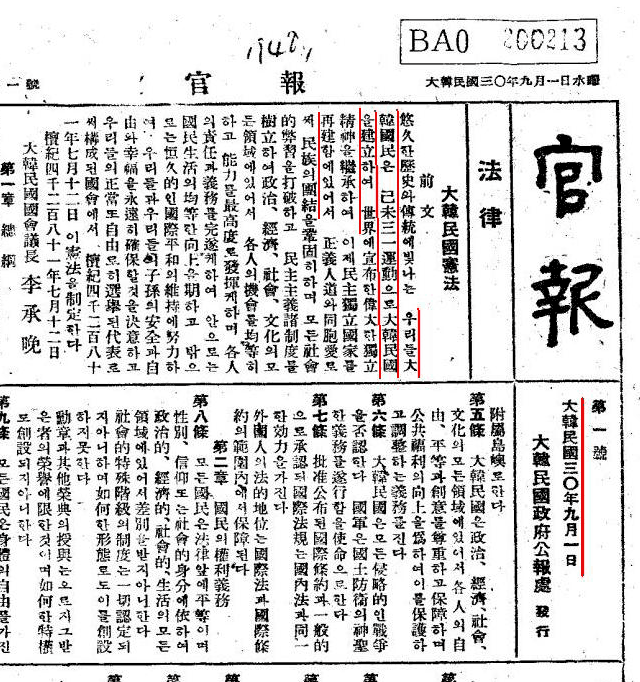
1948년 9월 1일 발행한 대한민국 헌법 전문이 실린 관보 1호

제헌 헌법은 전문에서 3·1 운동을 통해 대한민국을 건립한 독립정신을 계승한다고 규정하고 있다. 이는 대한민국 임시정부의 헌법(또는 헌장·약헌 등)에서도 3·1운동의 독립정신을 계승한다고 밝힌 것과 함께 살필 때, 임시정부의 법통을 이어받았다고도 볼 수 있다.
제헌 헌법 제정 당시 제헌 국회의 헌법기초위원장은 "임시정부 정신을 계승한다는 말이지 임시정부의 헌장이라든지 임시정부의 모든 제도를 계승한다는 말은 아니다"고 했다. 그리고 당시 헌법은 임시정부 헌장의 '개정'이 아니라 별도의 '제정' 절차를 밟은 것이다. 헌법학자인 성낙인 전 서울대학교 총장의 <헌법학>에서도 “대한민국임시정부의 법통 계승은 어디까지나 정통성의 계승으로 이해되어야지 실정헌법질서상의 적법성의 계승을 의미하는 것은 아니다. 헌법 전문의 ‘대한민국 임시정부의 법통 계승’은 대한민국의 정통성이 바로 3·1운동 및 대한민국임시정부에 있음을 천명한 것이다. 그러나 이 법통의 계승은 어디까지나 ‘정통성’의 계승을 의미하며 실정헌법질서에서 ‘적법성’의 계승을 의미하는 것은 아니다.”고 지적된 바 있다.
제헌헌법 제1조에서 "대한민국은 민주공화국이다."라고 명시하였는데, 이것은 1919년 4월 11일 대한민국 임시정부가 제정한 임시 헌장 제1조 "대한민국은 민주공화제로 한다."와 내용이 동일하다. 즉, 국호는 '대한민국'으로 하고, 정치체제는 왕정이 아닌 '민주공화제'로 한다는 점을 명시하였다.
정부형태는 대통령을 국가원수로 하는 대통령제를 채택하고 있지만, 제정 초안의 의원내각제의 조항 또한 담고 있어 미국과 같은 순수한 형태의 대통령제를 취하고 있지는 않다. 대통령은 행정부의 수반이며 국가원수지만(제51조), 국회에서 대통령 및 부통령을 선출하게 함으로써(제53조) 의원내각제의 총리의 선출과 같은 형식을 취하고 있다. 또한 대통령은 국무총리 및 국무위원의 임명권을 가지며(제69조), 국회에서 제출한 법률안을 거부할 권한을 가진다(제40조). 대통령은 또한 긴급한 경우에 법률의 효력을 가진 명령을 발하거나, 재정상 필요한 처분을 할 수 있다(제57조). 대통령의 임기는 4년으로, 1회 중임이 가능하다(제55조).
입법권을 가진 국회는 단원제로, 의원의 임기는 4년이다(제33조). 단 제헌국회의 의원은 헌법에 의한 국회로, 임기는 국회 개회일로부터 2년이다(제102조). 국회는 입법권 외에도 예산안 심의·결정권(제41조), 여러 조약의 비준과 선전포고에 대한 동의권(제42조), 국정감사권(제43조), 국무총리 및 국무위원·정부위원의 국회 출석 및 발언 요구권(제44조), 대통령 및 여러 각료에 대한 탄핵소추권(제46조), 국무총리의 임명시 국회 동의권(제69조) 등의 권한을 갖는다.
법원은 법관으로 조직되어(제76조), 독립된 재판기관의 역할을 한다(제77조). 대법원장은 대통령이 임명하지만, 국회의 승인이 필요하다(제78조). 대법원은 명령·규칙·처분의 위헌·위법 심사권을 갖지만, 위헌법률심사권은 대법원이 아니라 부통령을 위원장으로 하고, 대법관 5명과 국회의원 5명으로 구성되는 헌법위원회가 갖는다(제81조).
특징적인 점은 사기업에서 근로자가 법률이 정하는 바에 따라 이익을 균점할 권리가 인정되었다는 것이다(제18조). 또한 제2장에서는 자유권을 비롯하여 사회적 기본권, 참정권 등의 다양한 권리와 의무를 규정하고 있다. 하지만 이러한 규정은 이후의 정치적인 면을 살펴볼 때 소홀하게 다루어지고, 존중되지 않은 경향이 강하다. 이러한 경향은 수차례의 개정 뒤에도 자주 나타나게 된다.

## 같이 보기
- 헌법 및 정부조직법 기초위원회

## 참고 자료
- 계희열, 《헌법학 상 (신정 2판)》, 박영사, 2005.
- 김철수, 《한국헌법사》, 대학출판사, 1988.
- 권영설, 〈한국헌법 50년의 발자취〉, 《헌법학연구》 제4집 1호, 1998, pp. 7~28.
- 정만희, 〈한국헌법상 정부형태의 변천〉, 《헌법학연구》, 1997., pp. 199~223.
- 최용기, 〈대한민국임시정부의 정통성〉, 《헌법학연구》, 2006., pp. 9~34.